# Клаф, Артур Хью
Артур Хью Клаф (англ. Arthur Hugh Clough; 1 января 1819 — 13 ноября 1861) — британский поэт, друг Лонгфелло и Эмерсона, любимый ученик доктора Томаса Арнолда в Регби.

## Биография
Родился в Ливерпуле в семье хлопкоторговца. В 1822 году с семьёй перебрался в Чарлстон (Южная Каролина) в США, в 1828 году вернулся в Англию. Учился в школе Регби под началом Томаса Арнолда, а затем в Баллиол-колледже Оксфорда. Некоторое время был под влиянием движения Высокая церковь, но затем отошёл. Преподавание в Ориел-колледже Оксфорда оставил из-за своих разногласий с доктринами Церкви Англии, которые ему полагалось преподавать. 
В 1848—1849 годах был свидетелем революций во Франции и в Риме. Его надежды на получение поста в австралийском Сиднее так и не оправдались, и по наущению Ральфа Уолдо Эмерсона он отправился в Кембридж (Массачусетс), где несколько месяцев преподавал и редактировал переводы Плутарха, пока не вернулся в Лондон работать в образовательном ведомстве. На волонтёрских началах был секретарём Флоренс Найтингейл, двоюродной сестры своей супруги.
Во время путешествий 1861 года (Греция, Турция, Франция, Швейцария, Италия) подхватил малярию и умер во Флоренции, где был захоронен на местном Английском кладбище  в усыпальнице, оформленной по мотивам книги Жана-Франсуа Шампольона о древнеегипетских иероглифах.

## Творчество
Наиболее популярной из его поэм была «Bothie of Tober-na-Vuolich» (1848). Часть английской критики её весьма хвалила, другие же смотрели на неё лишь как на произведение безнравственное и «коммунистическое». В ней много прекрасных описаний шотландских видов и тонкий анализ характеров. Клэф написал также трагедию «Dipsychus», повесть в стихах «Amours de Voyage» и мелкие стихотворения, вошедшие в изданные его вдовой «Poems and Prose Remains of Arthur-H. Clough» (1869), к которым F. T. Palgrave написал биографию Клафа. Мэтью Арнолд почтил память Клафа поэмой «Thyrsis».